# Резонанс Глешоу

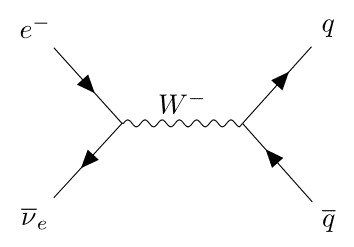
Фейнманівська діаграма резонансу Глешоу.

Резонанс Глешоу — це резонансне утворення W-бозона в зіткненнях антинейтрино з електронами:
ν
e +
e−
 →
W−
. Резонанс припадає на енергію 6,3 ПеВ і може спостерігатись для космічних нейтрино, зареєстрованих за допомогою нейтринних телескопів. Резонанс був передбачений Шелдоном Ґлешоу в 1959 році і підтверджений на рівні 2,3 σ був експериментом IceCube у 2021 році.

## Історія

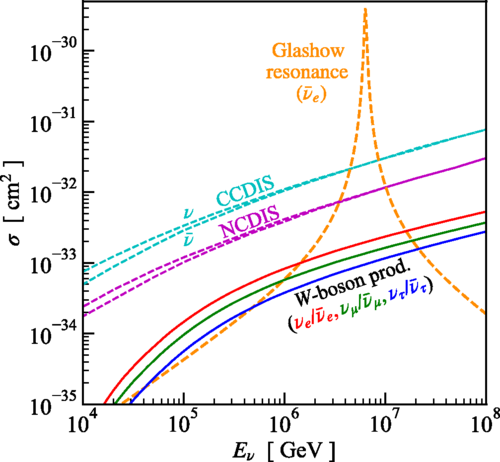
Поперечні перерізи між нейтрино та ^{16}O для утворення W-бозона порівняно з реакціями глибоко непружного розсіювання (DIS) із зарядженим струмом (CC) і нейтральним струмом (NC) і передбаченим резонансом Глешоу.

Резонанс був запропонований Шелдоном Ґлешоу в 1959 році.
Очікувана енергія резонансу — 6,3 ПеВ — занадто висока для нейтрино, утворених в лабораторних умовах. Тому пошук резонансу вівся для космічних нейтрино високих енергій в експериментах IceCube, ANTARES і KM3NeT.
Звіт про спостереження резонансу на рівні 2,3 σ був зроблений експериментом IceCube у березні 2021 року.

## Теорія
Порогова енергія антинейтрино для цього процесу (для нерухомого в лабораторній системі відліку електрона) визначається формулою
{\displaystyle E_{\nu }={\frac {M_{W}^{2}c^{2}-(m_{e}^{2}+m_{\nu }^{2})c^{2}}{2m_{e}}}\approx {\frac {M_{W}^{2}c^{2}}{2m_{e}}}}
(тут, для повноти, включено також масу антинейтрино, яка нульова у Стандартній моделі), що дає 6,3 ПеВ.